# West Gawler River
Der West Gawler River ist ein Fluss im Norden des australischen Bundesstaates Tasmanien.

## Geografie

### Flusslauf
Der rund 16 Kilometer lange West Gawler River entspringt etwa ein Kilometer südöstlich der Siedlung South Preston. Von dort fließt er nach Nord-Nordosten, durchfließt den Lake Isandula und bildet ungefähr drei Kilometer nordwestlich der Kleinstadt Sprent zusammen mit dem East Gawler River den Gawler River.

### Durchflossene Seen
Er durchfließt folgende Seen/Stauseen/Wasserlöcher:
- Lake Isandula – 159 m